# La Patrouille du temps (nouvelle)
Pour les articles homonymes, voir La Patrouille du temps.
La Patrouille du temps est l'une des nouvelles les plus connues de Poul Anderson, parue sous le titre Time Patrol.

## Parutions
La nouvelle a initialement été publiée dans The Magazine of Fantasy & Science Fiction no 48 en mai 1955.
Elle a paru en langue française, avec une traduction par Bruno Martin, dans le magazine Fiction no 28 en mars 1956. Elle a ensuite été reprise dans de nombreux recueils et anthologies de science-fiction, comme dans le recueil éponyme du même auteur dont elle constitue la première nouvelle ou dans Univers de la science-fiction (1957) et Histoires de voyages dans le temps (1975).

## Résumé de la nouvelle
États-Unis, 1954. Manse Everard, qui cherche du travail, se fait recruter par la « Patrouille du Temps ». Au cours d'un stage de formation qui se déroule à l'Oligocène, le héros apprend que le voyage dans le temps a été découvert en l'an 19352 après J.-C. et est contrôlé par les Daneelliens, les lointains descendants des humains, à un million d'années dans l'avenir.
Les nouvelles recrues apprennent le maniement des armes de toutes les époques, de nombreuses langues étrangères – dont le « temporel », la langue commune de tous les patrouilleurs – et l'histoire mondiale. Peu à peu Manse Everard se lie d'amitié avec Charles Whitcomb, un jeune Britannique taciturne et réservé qui l'accompagne lors de sa première mission : trouver la cause d'une anomalie temporelle détectée au XIXe siècle. 
Leur enquête commence dans le Kent de la fin du XIXe siècle, où ils rencontrent Sherlock Holmes et le docteur Watson qui enquêtent sur la mort d'un riche archéologue britannique, puis les conduit au Ve siècle ap. J.-C., dans le royaume des Saxons. 
Ils démasquent et neutralisent alors Rozher Schtein, un historien idéaliste de 2987 qui voulait changer le cours de l'histoire sous le nom de Stane pour rendre le monde meilleur. 
Après la mission, Charles Whitcomb disparaît dans le temps sans laisser de traces. Mais Manse Everard pense savoir où le retrouver. Il enfreint les règles de la Patrouille du temps pour aider son ami.
Charles avait toujours rêvé de pouvoir sauver un jour sa fiancée, morte à Londres le 17 novembre 1944 dans l'explosion d'un V1, et la Patrouille du temps lui avait donné les moyens de réaliser son rêve. Manse Everard sauve Mary Nelson, la fiancée de Charles Whitcomb et cette modification du cours de l'histoire est exceptionnellement acceptée par les Daneeliens. 
Mais Manse Everard doit désormais quitter la patrouille régulière pour devenir un « agent non attaché ». Alors qu'un « agent attaché » n'opère que sur une période de temps donnée, les « agents non attachés » peuvent intervenir ponctuellement à n'importe quelle époque, ce qui leur vaut d'avoir des missions plus difficiles.